# ایونیس (لوئیزیانا)
ایونیس (به انگلیسی: Eunice) شهری در ایالت لوئیزیانا کشور ایالات متحده آمریکا است که جمعیت آن در سرشماری سال ۲۰۱۰ میلادی، ۱۰٬۳۹۸ نفر بوده‌است.